# Heike Köerner
Heike Köerner Romo (23 de septiembre de 1973) es una nadadora olímpica mexicana retirada, destacada en la modalidad espalda.

## Biografía
Participó en los Juegos Panamericanos de La Habana 1991 obteniendo su mejor posición en el tercer lugar de relevos mixtos 4 x 200 m femenino.
Al año siguiente representó a su país natal de la misma forma en los Juegos Olímpicos de Verano en Barcelona, España. Allí terminó en el puesto 17 (4: 26.73) en el evento de Relevos Mixtos 4 × 100 m Femenino, junto a Ana Mendoza (braza), Gabriela Gaja (mariposa) y Laura Sánchez (estilo libre).